# Ferdinando Palma-Pignatelli
Ferdinando Palma-Pignatelli, Ordensname Pietro Paolo de San Francesco OCD, lat. Petrus Paulus a S. Francisco, (* 2. Januar 1643 in Neapel, Königreich Neapel; † 3. Januar 1701 in Surat, Indien) war ein italienischer römisch-katholischer Bischof und Apostolischer Vikar des Großmogulenreiches.

## Leben
Ferdinando (Ferrante) Palma-Pignatelli, geboren am 2. Januar 1643 (oder nach anderen am 19. Oktober) in Neapel, war der älteste Sohn und Erbe des Fürsten Francesco Palma d’Artois-Pignatelli (1622–1682), 3. Herzog von St. Elia im Königreich Neapel; seine Mutter Cornelia Pignatelli (1621–1681) war eine nahe Verwandte Papst Innozenz’ XII. (Antonio Pignatelli). 
1672 verzichtete er zugunsten seines jüngeren Bruders Marcantonio auf alle seine Titel und Ansprüche und trat in den Orden der Unbeschuhten Karmeliten ein. 1673 legte er mit dem Ordensnamen Pietro Paolo de San Francesco seine Ordensprofess ab, wurde zum Priester geweiht und 1678 in die Indienmission nach Malabar entsandt. 1689 nahm er als Missionsprokurator der Missionen des Ordens in Indien, deren Provinzvikar er seit 1682 war, am Generalkapitel in Rom teil.
Von Papst Innozenz XII., seinem Onkel, zum Titularerzbischof von Ancyra und Apostolischen Vikar von Groß Mogul (Bidjapur) ernannt, empfing er am 16. September 1696 von Domenico Belisario de Bellis, Bischof von Molfetta, die Bischofsweihe. Bevor er jedoch sein Bistum in Besitz nehmen konnte, wurde er noch von seinem Onkel in verschiedenen Missionen nach Venedig, an den kaiserlichen Hof in Wien und an den persischen Hof in Isfahan verwendet. 1700 nach Indien zurückgekehrt, starb er dort schon am 3. Januar des folgenden Jahres im Hospiz der Kapuziner in Surat und wurde in ihrer Kirche ebenda beigesetzt. Er hinterließ einen Bericht über seine Reisen im Manuskript.